# Шрея Гхошал
Шрея Гхошал (англ. Shreya Ghoshal; гінді श्रेया घोषाल; бенг. শ্রেয়া ঘোষাল; нар.. 12 березня 1984 року, Муршідабад, Індія) — індійська закадрова співачка. Є однією з найпопулярніших співачок індійської музичної індустрії.

## Біографія
Шрея народилася 12 березня 1984 року в місті Муршидабад, Західна Бенгалія, але виросла в Раватбхаті, маленькому містечку неподалік від міста Кота, штат Раджастхан. Її батько, Бишваджит Гхошал, інженер-електрик, працював у індійській корпорації з атомної енергії, її мати, Сармистха Гхошал, аспірантка з літератури. У неї є молодший брат, Сумьядип Гхошал. У чотири роки вона почала вивчати музику
. 
Шрея закінчила Центральну школу з атомної енергії в Раватбхаті, закінчивши 8 класів. У 1995 році вона стала переможцем Всеіндійського конкурсу вокальної музики в Нью-Делі, організованого Sangam Kala Group, в групі Light Vocal серед наймолодших учасників. У 1997 році, коли її батька перевели в Центр атомних досліджень ім. Бхабхи, вона переїхала разом з родиною до Мумбаї і навчалася в Центральній школі з атомної енергії в Анушакти Нагар. Також вона вступила до коледжу атомної енергії для вивчення природничих наук, але перейшла до Коледжу мистецтв, науки і комерції SIES в Мумбаї, де вона вивчала мистецтво та англійську мову як спеціаліст.
Її мати зазвичай допомагала їй у репетиціях і супроводжувала її в Тамбурі, починаючи, головним чином, з пісень бенгальською. У шість років Шрея почала своє офіційне навчання класичній музиці. Протягом 18 місяців вона проходила навчання в школі Late Kalyanji Bhai і продовжила навчання класичної музики у Late Mukta Bhide в Мумбаї. Її перший сценічний виступ відбувся у щорічних зборах клубу. 
Першою записаною піснею в кар'єрі стала пісня на маратхі Лати Мангешкар «Ganraj Rangi Nachato». Її перший альбом під назвою Bendhechhi Beena випущено в 1998 році. Він складався з 14 композицій, які були кавер-версіями бенгальських пісень. Через рік випустила ще два альбоми O Комп Pakhi Re, Ekti Katha і ще один Mukhor Porag в 2000 році.
У 2000 році, коли їй було шістнадцять, вона брала участь і виграла телевізійне музичне реаліті-шоу Sa Re Ga Ma (нині Sa Re Ga Ma Pa) на каналі Zee TV, де починаючу співачку помітив режисер Санджай Бхансалі, який входив до журі в одному з епізодів, присвяченому національному дню дітей Sa Re Ga Ma. Його мати переглянула телешоу і під час виступу Шреї, вирішила взяти її на запис пісні для наступного фільму. Це був «Девдас», де потрібно було записати голос для героїні Паро, яку зіграла Айшварія Рай. Шрея записала п'ять пісень, у тому числі першу пісню «Bairi Piya» спільно з популярним на той час співаком Удіт Нараяном. Пісня мала колосальний успіх, також як і всі інші пісні з цього фільму. За їх виконання співачки отримала безліч нагород, в тому числі свою першу Filmfare Award за найкращий жіночий закадровий вокал за пісню «Dola Re» спільно з Кавітою Кришнамерті.
У 2012 році вона записала пісню для item-номеру «Chikni Chameli», для фільму «Вогняний шлях», яка є кавер-версією пісні на маратхі «Kombdi Palali» з фільму Jatra, зробленою тими ж композиторами Аджай-Атул. Пізніше співачка розповіла, що коли вона заспівала цю пісню, то відчула «що її не доречно» співати через вульгарні слова в тексті, і творці мали замінити текст, але незважаючи на це вона отримала безліч номінації у сфері музики.
У 2018 році записали пісню, включаючи Ghoomar для фільму Падмаваті, яка випустилася за два місяці до прем'єри фільму. Пісня мала мотиви народної музики штату Раджастан, за це вона отримала ще одну нагороду Filmfare Award. Також випустила пісню Ek Do Teen для фільму Baaghi 2. За визнанням Шреї вона є однією з її найулюбленіших пісень. Хоча вона є кавер-версією однойменної пісні з фільму Tezaab. Також спочатку вона записувала пісню для фільму Desi Magic з Амішів Патель в головній ролі, але фільм відклали на невизначений термін, але незважаючи на негативну критику на сам кліп, пісня стала хітом.
Зараз Шрея є однією з найпопулярніших співачок в країні і дає концерти за кордоном для індійської діаспори.

## Вплив
Один з її ранніх спогадів пов'язаних з музикою про те, як її мати співала класичні пісні бенгальською мовою в клубах, коли вона була дитиною. Шрея вважає маму своєю першою вчителькою і стверджує, що вона – найкращий критик.
Вплив на її творчість справили Лата Мангешкар, К. С. Чітре, Аша Бхосле, Гіта Датт, Мохаммед Рафі, Кішор Кумар, Ілайяраджа і Мукеш, а на виконання пісень у жанрі газель — Джагджіт Сінгх.

## Особисте життя
5 лютого 2015 року Шрея вийшла заміж за свого друга дитинства Шіладітью Мухопадхьяйя за традицією бенгальських індуїстів. До одруження вона зустрічалася з ним майже 10 років. За її словами, крім того, що вона співачка, вона любить подорожувати, читати книги і готувати, адже кулінарія впливає на неї цілющу силу.

## Фільмографія
Гінді
- 2002 — «Девдас» - «Bairi Piya» (дует з Удіт Нараяном), «Silsila Ye Chahat Ka», «Chalak Chalak» , «Morey Piya», «Dola Re Dola» (дует з  Кавітою Кришнамерті)
- 2003 - «Темна сторона бажання» - «Jaadu Hai Nasha Hai» (дует з Шаан), «Chalo Tumko Lekar»
- 2003 - «Братан Мунна: Продавець щастя» [en] - «Chann Chann»
- 2004 - «Я поруч з тобою!» - «Main Hoon Na», «Tumhe Jo Maine Dekha», «Gori Gori»
- 2005 -  Vivah  - «Mujhe Haq Hai», «Do Anjaane Ajnabi», «Milan Abhi Aadha Adhura Hai», «Hamari Shaadi Mein», «O Jiji» (дует з Памелою Джейн), «Savaiyaa» ( Raadhey Krishn Ki Jyoti)
- 2005 -  «Яд любові» [en] - «Agar Tum Mil Jao»
- 2005 -  «Ангел любові» [en] - «Piyu Bole»
- 2006 - « Папа» - «Keh Raha Hai»
- 2006 - «Братан Мунна 2» - «Pal Pal Har Pal»
- 2006 - « Омкара» - «O Saathi Re»
- 2007 - «Крріш» - «Pyaar Ki Ek Kahani», «Koi Tumsa Nahin», «Big Band Mix», «Chori Chori Chupke Chupke»
- 2007 - « Гуру: Шлях до успіху» - «Barso Re»
- 2007 - «Коли одного життя замало» - «Main Agar Kahoon» (дует з Сону Нігам)
- 2007 - «Коли ми зустрілися» - «Yeh Ishq Hai»
- 2007 - « Кохана» - «Masha-Allah», «Jaan-E-Jaan», «Sawar Gayi», «Thode Badmaash»
- 2007 - « Партнер» - «Dupatta Tera Nau Rang Da»
- 2007 - « Все буде добре» - «Ta Ra Rum Pum», «Ab Toh Forever»
- 2007 - «Здрастуй, любов!» - «Salaam-E-Ishq»
- 2008 - «Цю пару створив Бог» - «Tujh Mein Rab Dikhta Hai»
- 2008 - « Близькі друзі» - «Khabar Nahi»
- 2008 -  «Король Сингх» [en] - «Teri Ore»
- 2008 - «О Боже, ти великий!» - «Tumko Dekha»
- 2008 - « Спадкоємці» - «Tu Meri Dost Hain»
- 2008 - «Гаджині» - «Kaise Mujhe», «Latoo»
- 2009 - «3 ідіоти» - «Zoobi Doobi» (дует з Сону Нігам)
- 2009 - « Жертва» - «Shukran Allah»
- 2009 - «Містер і місіс Кханна» - «Do not Say Alvida», «Tum Ne Socha Ye Kaise»
- 2009 - « Особливо небезпечний» - «Dil Leke Darde Dil»
- 2009 - «Неймовірна любов» - «Kyun»
- 2010 - « Безстрашний» - «Tere Mast Mast Do Nain», «Chori Kiya Re Jiya»
- 2010 - «Вир - герой народу» - «Salaam Aaya»
- 2010 - «Мене звати Хан» - «Noor e Khuda»
- 2010 - «Я ненавиджу історії кохання» - «Bahara»
- 2010 - «Я люблю тебе, мамо!» - «Ankhon Mein Neendein», «Hamesha & Forever»
- 2011 -  «Охоронець» [en] - «Teri Meri»
- 2011 -  Shor in the City  - «Saibo»
- 2012 - «Поки я живий» - «Saans»
- 2012 - «Жив-був тигр» - «Mashallah»
- 2012 - « Вогняний шлях» - «Chikni Chameli» [21]
- 2012 - « Гравці» - «Dil Ye Bekarar Kyun Hai»
- 2012 - «Бунтівники любові» - «Ishaqzaade», «Jhalla Wallah»
- 2012 - «Темна сторона бажання 2» - «Abhi Abhi»
- 2013 - « Відважний» - «Naino Mein Sapna», «Taki Taki»
- 2013 -  «Життя заради кохання 2» [en] - «Sunn Raha Hai»
- 2013 -  «Рам і Ліла» / «Під свист куль» [en] - «Nagada»
- 2013 - «Крріш 3» - «God Allah Aur Bhagwan»
- 2013 - «Атаки 26/11» - «Aatanki Aaye»
- 2014 - « З Новим роком! »-« Manwa Lage »(дует з Арджітом Сінгх)
- 2014 - «Вона посміхається, вона в пастці!» - «Drama Queen»
- 2014 - «PK (фільм)» - «Nanga Punga Dost», «Chaar Kadam», «Love Is A Waste Of Time»
- 2015 - « Брати» - «Gaaya Jaa»
- 2015 - «Баджірао Мастані» - «Deewani Mastani», Pinga
- 2017 -  «Подруга наполовину» [en] - «Thodi der»
- 2017 - «Тигр живий» - «Daata Tu»
- 2018 - «Падмаваті» - «Ghoomar»
- 2018 -  Baaghi 2  - «Ek Do Teen»

Регіональні
- 2003 - « Єдиний» (тел.) - «Nuvvem Maya Chesavo Gaani», «Attarintiki Ninu Ethuku» (дует з Харіхараном)
- 2010 - «Enthiran» (там.) - «Kadhal Anukkal» (дует з Віджай Пракаш)
- 2012 - «Анна Бонд» (канн.) - «Enendu Hesaridali» (дует з Сону Нігам)
- 2014 - «Хто він?» (тел.) - «Nee Jathaga»
- 2014 - « Наша сім'я» (тел.) - «Chinni Chinni Aasalu»
- 2016 -  Sarrainodu  (тел.) - «Blockbuster»
- 2016 - « Дикий»(мар.) — «Aatach Baya Ka Baavarla»
- 2017 — Mass Leader(канн.) — «Geleya Ennale»
- 2019 — Natasaarvabhowma(канн.) — «Yaaro Naanu